# Bojana Dornig
Bojana Dornig (ur. 7 sierpnia 1960 w Lublanie) – jugosłowiańska narciarka alpejska.
Pięciokrotnie zdobyła punkty do klasyfikacji Pucharu Świata. Po raz pierwszy w karierze dokonała tego 8 lutego 1979 roku w Mariborze, zajmując 25. miejsce w slalomie. W sezonie 1978/1979 punktowała jeszcze w Furano, również zajmując 25. miejsce w slalomie. Zdobyte w ten sposób dwa punkty dały jej 79. miejsce w klasyfikacji generalnej Pucharu Świata. Kolejne punkty zdobyła w sezonie 1980/1981. Dwukrotnie zajęła miejsca w czołowej dziesiątce zawodów Pucharu Świata (7. miejsce w Piancavallo i 9. w Bormio), ponadto była 11. w Wangs. Dało jej to łącznie 21 punktów, dzięki którym uplasowała się na 41. miejscu w klasyfikacji na koniec sezonu.
W 1981 roku została laureatką plebiscytu na słoweńskiego sportowca roku. Została tym samym pierwszą zawodniczką sportów zimowych, która otrzymała ten tytuł w kategorii kobiet.